# Уинтерботтом, Майкл
Майкл Уинтербо́ттом (англ. Michael Winterbottom; род. 29 марта 1961, Блэкберн, Великобритания) — британский кинорежиссёр, сценарист, продюсер и актёр.

## Биография
Родился в 1961 году в Блэкберне, Великобритания. Получил степень в Оксфордском университете. Изучал искусство кино в Бристоле и Лондоне. Начинал карьеру на телевидении, где снял два документальных фильма об Ингмаре Бергмане, а также несколько сериалов. Со времени своего дебюта в полнометражном игровом кино в 1995 году, Уинтерботтом снял более двадцати пяти фильмов, многие из которых были отмечены наградами на различных кинофестивалях. Картина «В этом мире» (2002) получила «Золотого медведя» на Берлинском МКФ, а также премию Британской киноакадемии как «Лучший фильм на иностранном языке», а в 2006 году Уинтерботтом был награждён «Серебряным медведем» Берлинского кинофестиваля за лучшую режиссёрскую работу («Дорога на Гуантанамо»).

## Избранная фильмография
- 1989 — Великая Рози / Rosie the Great
- 1989 — Ингмар Бергман: Волшебный фонарь / Ingmar Bergman: The Magic Lantern
- 1990 — Забудь обо мне / Forget About Me
- 1993—1996 — Метод Крекера / Cracker (сериал)
- 1995 — Поцелуй бабочки / Butterfly Kiss
- 1995 — Вперёд / Go Now
- 1996 — Джуд / Jude
- 1997 — Добро пожаловать в Сараево / Welcome to Sarajevo
- 1998 — Я тебя хочу / I Want You
- 1999 — Чудесная страна / Wonderland
- 2002 — Круглосуточные тусовщики / 24 Hour Party People
- 2003 — Код 46 / Code 46
- 2004 — 9 песен / 9 Songs
- 2005 — Тристрам Шенди: История петушка и бычка / A Cock and Bull Story
- 2006 — Дорога на Гуантанамо / The Road to Guantanamo
- 2007 — Её сердце / A Mighty Heart
- 2008 — Генуя / Genova
- 2009 — Доктрина шока / The Shock Doctrine
- 2010 — Убийца внутри меня / The Killer Inside Me
- 2010 — Путешествие / The Trip
- 2011 — Красавица из трущоб / Trishna
- 2011 — 60 секунд одиночества в нулевом году / 60 Seconds of Solitude in Year Zero
- 2012 — Повседневность / Everyday
- 2013 — Властелин любви / The Look of Love
- 2014 — Поездка в Италию / The Trip to Italy
- 2014 — Лицо ангела / The Face of an Angel
- On the Road (2016)
- 2017 — Поездка в Испанию / The Trip to Spain
- 2018 — Гость на свадьбе / The Wedding Guest
- 2019 — Жадность /Greed
- 2020 — Поездка в Грецию /The Trip to Greece